# Lomikámen
Lomikámen (Saxifraga) je rod vyšších dvouděložných rostlin z čeledi lomikamenovité (Saxifragaceae). Jsou to většinou vytrvalé byliny s jednoduchými listy a pětičetnými květy. Jsou rozšířeny v počtu asi 470 druhů v Evropě, Asii, severní Africe, Severní Americe a jihoamerických Andách. Většina druhů se vyskytuje v horách a arktických oblastech. V České republice roste celkem 6 druhů lomikamenů. Některé druhy náleží k oblíbeným skalničkám. Druhy sekce Micranthes byly odděleny do stejnojmenného rodu, mezi jinými i lomikámen hvězdovitý a lomikámen jestřábníkolistý.

## Etymologie
Český název „lomikámen“ je kalkem latinského „saxifraga“, což znamená doslova „skálolamač“. Vztahuje se k tomu, že rostlina osídluje skalnatá stanoviště, která rozrušuje svými kořeny. 

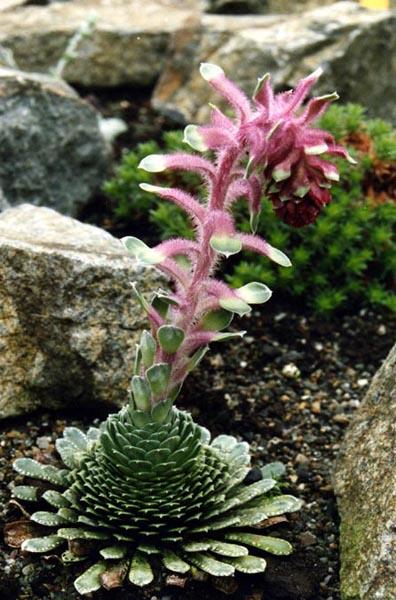
Lomikámen Saxifraga grisebachii

## Popis
Lomikameny jsou vytrvalé, zřídka jednoleté (např. lomikámen trojprstý, Saxifraga tridactylites) či dvouleté (lomikámen skalní, S. adscendens) byliny s jednoduchou až silně větvenou lodyhou. Odění rostlin se obvykle skládá z jednoduchých a žláznatých chlupů. Některé druhy mají trsnatý až polštářovitý růst. Listy jsou jednoduché, celokrajné nebo na okraji zubaté či laločnaté, velmi různorodých tvarů, s dlanitou nebo zpeřenou žilnatinou, řapíkaté nebo přisedlé, bez palistů. Mohou být v přízemní růžici i lodyžní. Lodyžní listy jsou většinou střídavé, výjimečně vstřícné (např. u lomikamenu vstřícnolistého, S. oppositifolia). U některých druhů jsou na listech prostřednictvím hydatod vylučovány vápenaté soli, vytvářející na povrchu listů šedavou krustu.
Květy lomikamenů jsou jednotlivé nebo častěji uspořádané v thyrsech či vrcholících. U některých druhů, např. lomikamene nicího (S. cernua), jsou v květenství rozmnožovací pacibulky. Květy jsou většinou oboupohlavné, pravidelné nebo zřídka dvoustranně souměrné, nejčastěji pětičetné. Květy jsou podepřeny talířovitým až miskovitým, nejčastěji zeleným, růžovým nebo purpurovým hypanthiem. Výjimečně jsou květy jednopohlavné a rostliny dvoudomé (S. eschscholtzii).
Kalich je zelený nebo případně purpurový a je tvořen 5 nebo řidčeji 4 až 8 kališními lístky. Koruna je volná, složená nejčastěji z 5 celokrajných korunních lístků se zřetelnou žilnatinou. Řidčeji jsou korunní lístky redukovány až na 1 nebo koruna zcela chybí. Tyčinek je nejčastěji 10, u druhů se čtyřčetnými květy pouze 8. Gyneceum je svrchní až spodní, složené ze 2 pestíčků, které bývají částečně až téměř zcela srostlé. Čnělky jsou volné. Obě komůrky semeníku obsahují mnoho vajíček. Plodem je mnohasemenná tobolka, pukající na vnitřní straně plodolistů 2 chlopněmi a zakončená 2 zobánky. Semena jsou drobná, na povrchu obvykle hrbolkatá nebo svraskalá.

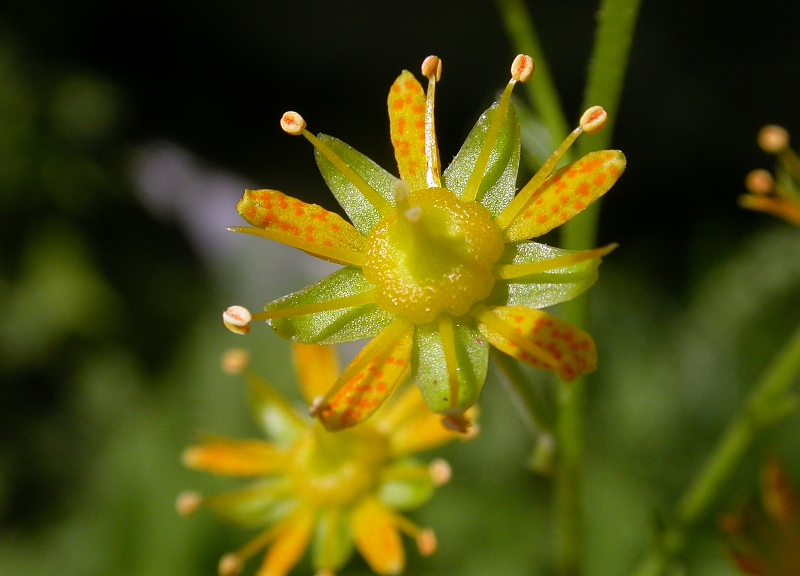
Květy lomikamene vždyživého (S. aizoides)
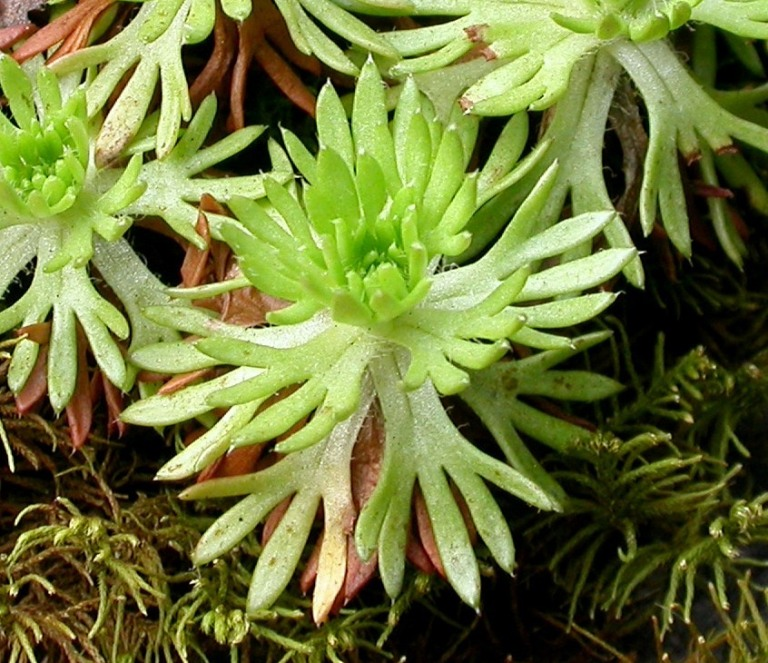
Listová růžice lomikamene trsnatého (S. rosacea)
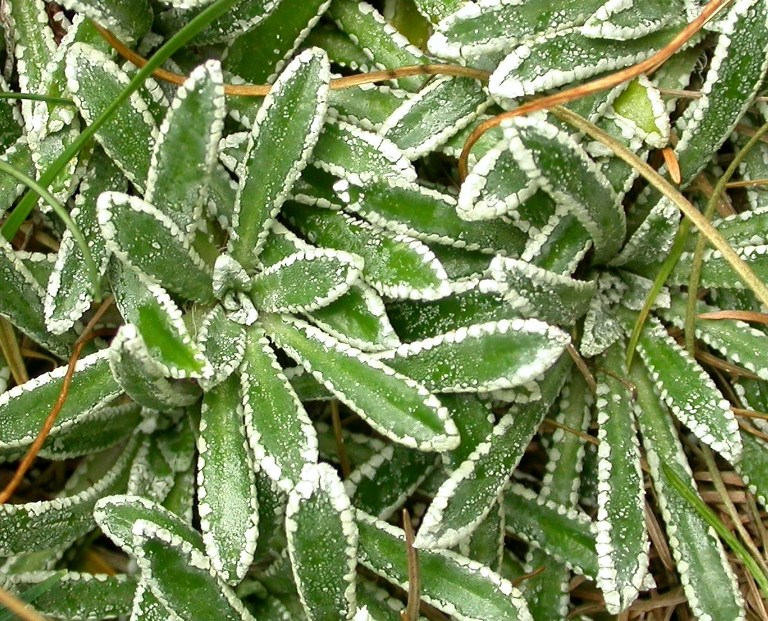
Vápenaté vyloučeniny na listech lomikamene korovitého (S. crustata)
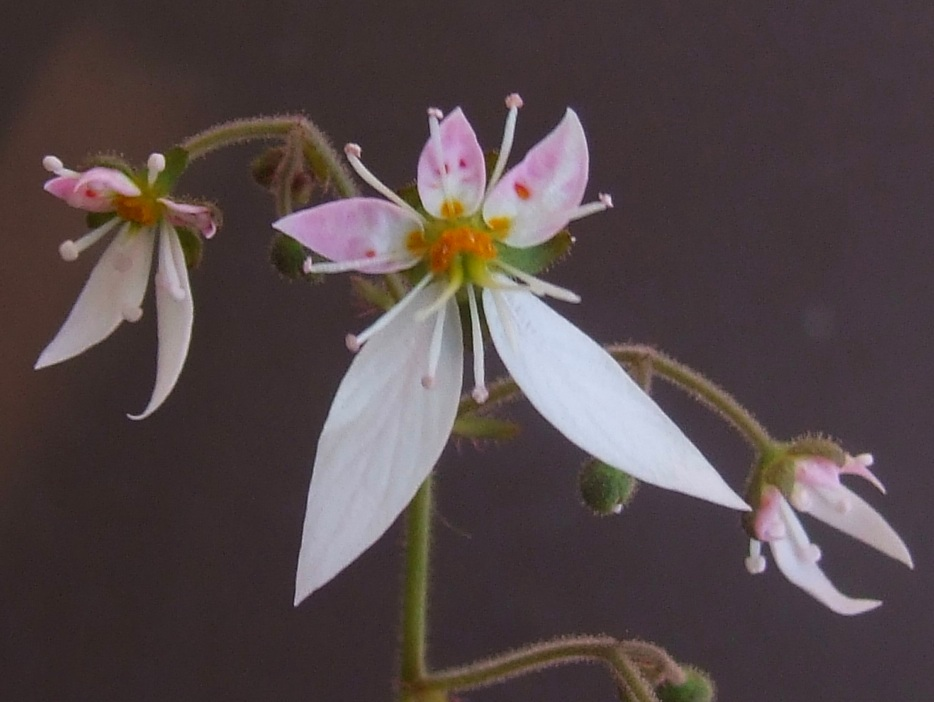
Souměrný květ lomikamene výběžkatého (S. stolonifera)

## Rozšíření
Rod lomikámen zahrnuje celosvětově asi 470 druhů. Je rozšířen v Evropě, Asii, severní Africe, Severní Americe a jihoamerických Andách. Nejvíc druhů roste v alpínských polohách hor a v arktických oblastech. V samotné Číně roste 216 druhů, z toho 139 endemických.
V České republice roste celkem 6 druhů lomikamenů. Většina druhů roste v teplejších oblastech. Jedním z nejběžnějších druhů je lomikámen zrnatý (Saxifraga granulata). Na jižní Moravě roste podobný druh lomikámen cibulkatý. V teplých oblastech se na zásaditých horninách vyskytuje jednoletá jarní efeméra lomikámen trojprstý. Ve dvou poddruzích se místy v České republice vyskytuje lomikámen trsnatý (Saxifraga rosacea), převážně ve skalnatých kaňonech řek roste lomikámen vždyživý (Saxifraga paniculata). Vysokohorské druhy jsou zastoupeny pouze lomikamenem vstřícnolistým (Saxifraga oppositifolia), který roste v některých karech Krkonoš a náleží mezi kriticky ohrožené druhy. V Prokopském údolí byl v 19. století vysazen lomikámen dlouholistý (Saxifraga hostii) a roste tam dodnes.

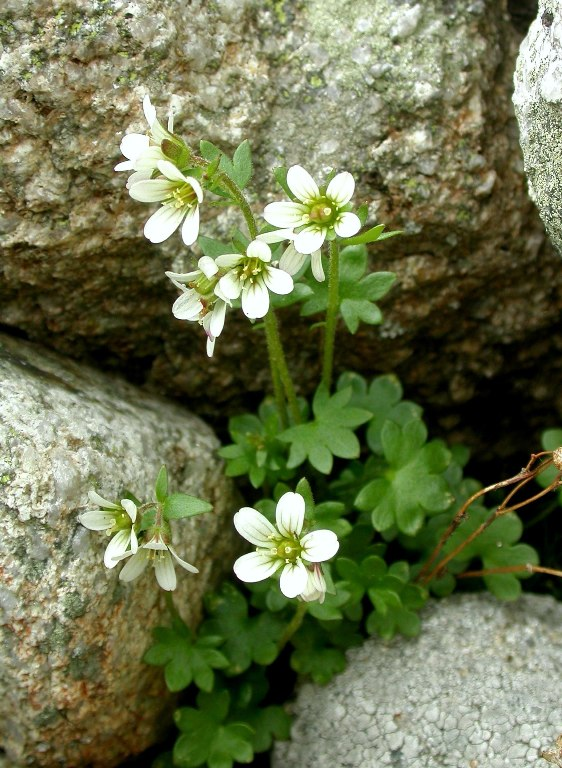
Lomikámen karpatský (S. carpatica), Vysoké Tatry

Na Slovensku je počet horských druhů lomikamenů podstatně vyšší. Mimo běžného lomikamene vždyživého (Saxifraga paniculata) je v různých slovenských pohořích rozšířen lomikámen tatranský (Saxifraga wahlenbergii), lomikámen pochybkový (Saxifraga androsacea), lomikámen okrouhlolistý (Saxifraga rotundifolia), lomikámen sivý (Saxifraga caesia), lomikámen skalní (Saxifraga adscendens), lomikámen vždyzelený (Saxifraga aizoides), lomikámen pižmový (Saxifraga moschata) a lomikámen vstřícnolistý (Saxifraga oppositifolia). Pouze na Vysoké a případně i Nízké Tatry je svým výskytem omezen lomikámen mechovitý (Saxifraga bryoides), lomikámen karpatský (Saxifraga carpatica), lomikámen nachový (Saxifraga retusa) a velmi vzácně i lomikámen nicí (Saxifraga cernua). Lomikámen oranžový (Saxifraga mutata) roste na Slovensku na jediné lokalitě, na vrchu Salatín.
Z celé Evropy je udáváno 119 druhů lomikamenů. Většina z nich jsou evropské endemity, jejichž areál výskytu v některých případech zahrnuje jediné pohoří. V severní Africe roste 18 druhů, největší počet v marockém Atlasu, a mnohé jsou endemity. Na Madeiře se vyskytují 2 endemické druhy. V oblasti tropické Afriky roste jediný druh, a sice Saxifraga hederifolia v horách Etiopie.
V samotné Číně roste 216 druhů, z toho 139 endemických. V Pákistánu 19 druhů. V Severní Americe roste 70 druhů, v jihoamerických Andách od Kolumbie po Patagonii 6 až 7 druhů.

## Rozlišovací znaky
Lomikameny rodu Micranthes se od rodu Saxifraga odlišují zejména neolistěnou lodyhou a znaky na semenech (na povrchu žlábkovaná u rodu Micranthes, hladká nebo hrbolkatá u Saxifraga).
Lomikamenům se nejvíce podobají různé rostliny z čeledi tlusticovité, zejména rozchodníky. V kvetoucím stavu se dají snadno odlišit podle počtu pestíků v květu. Zatímco lomikámen má až na řídké výjimky semeník složený ze dvou pestíčků, tlusticovité jich mají obvykle 5 nebo i více.

## Taxonomie
Molekulárními rozbory bylo zjištěno, že rod lomikámen je v tradičním širokém pojetí polyfyletický. Na základě těchto výzkumů byla celá sekce Micranthes, zahrnující asi  83 druhů rozšířených v chladných oblastech severní polokoule, oddělena do stejnojmenného rodu. Severoamerický druh Saxifraga nuttallii byl přeřazen do monotypického rodu Cascadia.

## Vybraní zástupci
- lomikámen bažinný (Saxifraga hirculus)
- lomikámen bezlistý (Saxifraga aphylla)
- lomikámen Burserův (Saxifraga burseriana)
- lomikámen cevenský (Saxifraga cebennensis)
- lomikámen cibulkatý (Saxifraga bulbifera)
- lomikámen čtyřčetný (Saxifraga quadrifaria)
- lomikámen diapensiovitý (Saxifraga diapensioides)
- lomikámen dlouholistý (Saxifraga hostii), syn. lomikámen Hostův
- lomikámen drsný (Saxifraga aspera)
- lomikámen dvoukvětý (Saxifraga biflora)
- lomikámen Facchinův (Saxifraga facchinii)
- lomikámen fialový (Saxifraga lilacina)
- lomikámen Haenselerův (Saxifraga haenseleri)
- lomikámen hladký (Saxifraga pseudolaevis)
- lomikámen Hookerův (Saxifraga hookeri)
- lomikámen chlupáček (Saxifraga hirculus)
- lomikámen íránský (Saxifraga iranica)
- lomikámen jalovcolistý (Saxifraga juniperifolia)
- lomikámen kakostový (Saxifraga geranioides)
- lomikámen karpatský (Saxifraga carpatica)
- lomikámen klínolistý (Saxifraga cuneifolia)
- lomikámen klínovitý (Saxifraga cuneata)
- lomikámen Koburgův (Saxifraga ferdinandi-coburgi)
- lomikámen kopisťovitý (Saxifraga spathularis)
- lomikámen korovitý (Saxifraga crustata)
- lomikámen korsický (Saxifraga corsica)
- lomikámen kostrbatý (Saxifraga squarrosa)
- lomikámen Kotschyho (Saxifraga kotschyi)
- lomikámen královský (Saxifraga longifolia)
- lomikámen krátkostopký (Saxifraga brachypoda)
- lomikámen kruhatkolistý (Saxifraga cortusifolia)
- lomikámen kuklíkový (Saxifraga x geum)
- lomikámen kuličkonosný (Saxifraga globulifera)
- lomikámen lemovaný (Saxifraga marginata)
- lomikámen lžícovitý (Saxifraga cochlearis)
- lomikámen madeirský (Saxifraga maderensis)
- lomikámen mechovitý (Saxifraga bryoides)
- lomikámen městský (Saxifraga x urbium)
- lomikámen mozolnatý (Saxifraga callosa)
- lomikámen nádherný (Saxifraga cotyledon)
- lomikámen nachový (Saxifraga retusa)
- lomikámen netřeskový (Saxifraga sempervivum)
- lomikámen nicí (Saxifraga cernua)
- lomikámen nízký (Saxifraga nana)
- lomikámen okrouhlolistý (Saxifraga rotundifolia)
- lomikámen oranžový (Saxifraga mutata)
- lomikámen osinkatý (Saxifraga aristulata)
- lomikámen pavučinatý (Saxifraga arachnoidea)
- lomikámen piemontský (Saxifraga pedemontana)
- lomikámen pižmový (Saxifraga moschata)
- lomikámen podivný (Saxifraga paradoxa)
- lomikámen pochybkový (Saxifraga androsacea)
- lomikámen posvátný (Saxifraga sancta)
- lomikámen presolanský (Saxifraga presolanensis)
- lomikámen prostřední (Saxifraga media)
- lomikámen přeslenatý (Saxifraga subverticillata)
- lomikámen pýřitý (Saxifraga pubescens)
- lomikámen rokytový (Saxifraga hypnoides)
- lomikámen rozchodníkovitý (Saxifraga sedoides)
- lomikámen různolistý (Saxifraga diversifolia)
- lomikámen Seguierův (Saxifraga seguieri)
- lomikámen sibiřský (Saxifraga sibirica)
- lomikámen Sibthorpův (Saxifraga sibthorpii)
- lomikámen sivý (Saxifraga caesia)
- lomikámen skalní (Saxifraga adscendens)
- lomikámen skardský (Saxifraga scardica)
- lomikámen Sprunerův (Saxifraga spruneri)
- lomikámen srdčitolistý (Saxifraga cardiophylla)
- lomikámen srstnatý (Saxifraga hirsuta)
- lomikámen stinný (Saxifraga umbrosa)
- lomikámen stlačený (Saxifraga depressa)
- lomikámen Stolitzké (Saxifraga stolitzkae)
- lomikámen Stříbrného (Saxifraga stribrnyi)
- lomikámen tatranský (Saxifraga wahlenbergii)
- lomikámen tombeanský (Saxifraga tombeanensis)
- lomikámen trojprstý (Saxifraga tridactylites)
- lomikámen trojzubý (Saxifraga tricuspidata)
- lomikámen trsnatý (Saxifraga rosacea)
- lomikámen útlý (Saxifraga tenella)
- lomikámen valdenský (Saxifraga valdensis)
- lomikámen Vandelliho (Saxifraga vandellii)
- lomikámen vroubený (Saxifraga marginata)
- lomikámen vstřícnolistý (Saxifraga oppositifolia)
- lomikámen výběžkatý (Saxifraga stolonifera)
- lomikámen východní (Saxifraga cymbalaria)
- lomikámen vždyzelený (Saxifraga aizoides)
- lomikámen vždyživý (Saxifraga paniculata)
- lomikámen zanedbaný (Saxifraga praetermissa)
- lomikámen zaplavovaný (Saxifraga irrigua)
- lomikámen zlatokvětý (Saxifraga chrysantha)
- lomikámen zrnatý (Saxifraga granulata)
- lomikámen zvěšincový (Saxifraga cymbalaria)
- lomikámen žilkovaný (Saxifraga intricata, syn. S. nervosa)
- lomikámen žlábkovitý (Saxifraga exarata)
- lomikámen žlutopurpurový (Saxifraga x luteopurpurea)
- lomikámen žlutozelený (Saxifraga luteoviridis)[2][11][12]

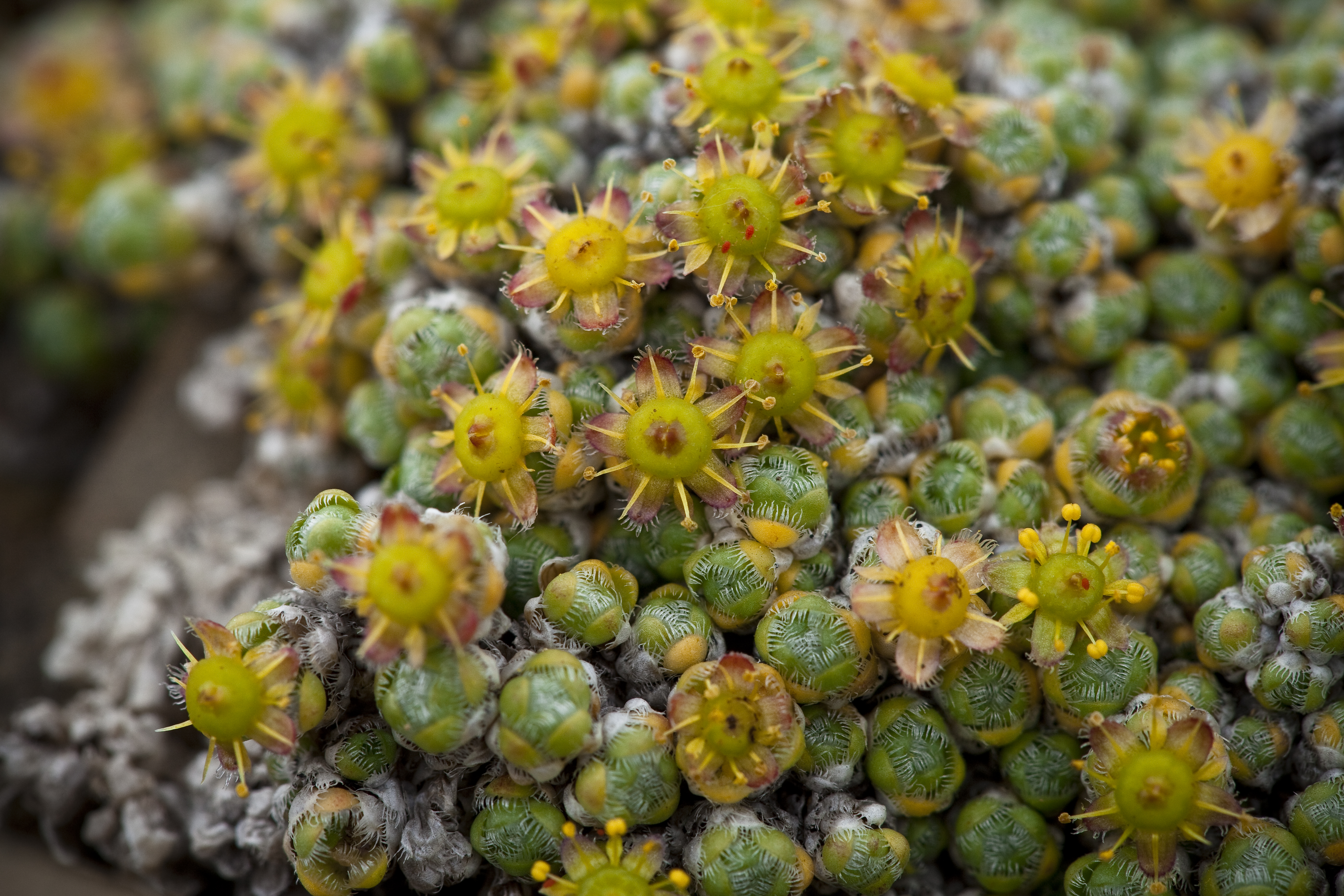
Trpasličí lomikámen Saxifraga eschscholtzii

## Význam
Lomikameny náležejí mezi ceněné skalničky. Pěstují se nejen botanické druhy, ale i množství různých kříženců a kultivarů. V České republice se pěstuje v různých kultivarech nejčastěji lomikámen pižmový (S. moschata), lomikámen trsnatý (Saxifraga rosacea), lomikámen vždyživý (S. paniculata), dále lomikámen klínolistý (S. cuneifolia), řidčeji i lomikámen dlouholistý (S. hostii) a extrémně odolný lomikámen vstřícnolistý (S. oppositifolia). Některé druhy se pěstují jako stínomilné trvalky nebo i pokojové rostliny, zejména lomikámen stinný (S. umbrosa), lomikámen výběžkatý (Saxifraga stolonifera), Saxifraga fortunei, Saxifraga veitchiana a Saxifraga michauxii, z kříženců např. lomikámen městský (S. x urbium) a lomikámen kuklíkový (S. x geum).

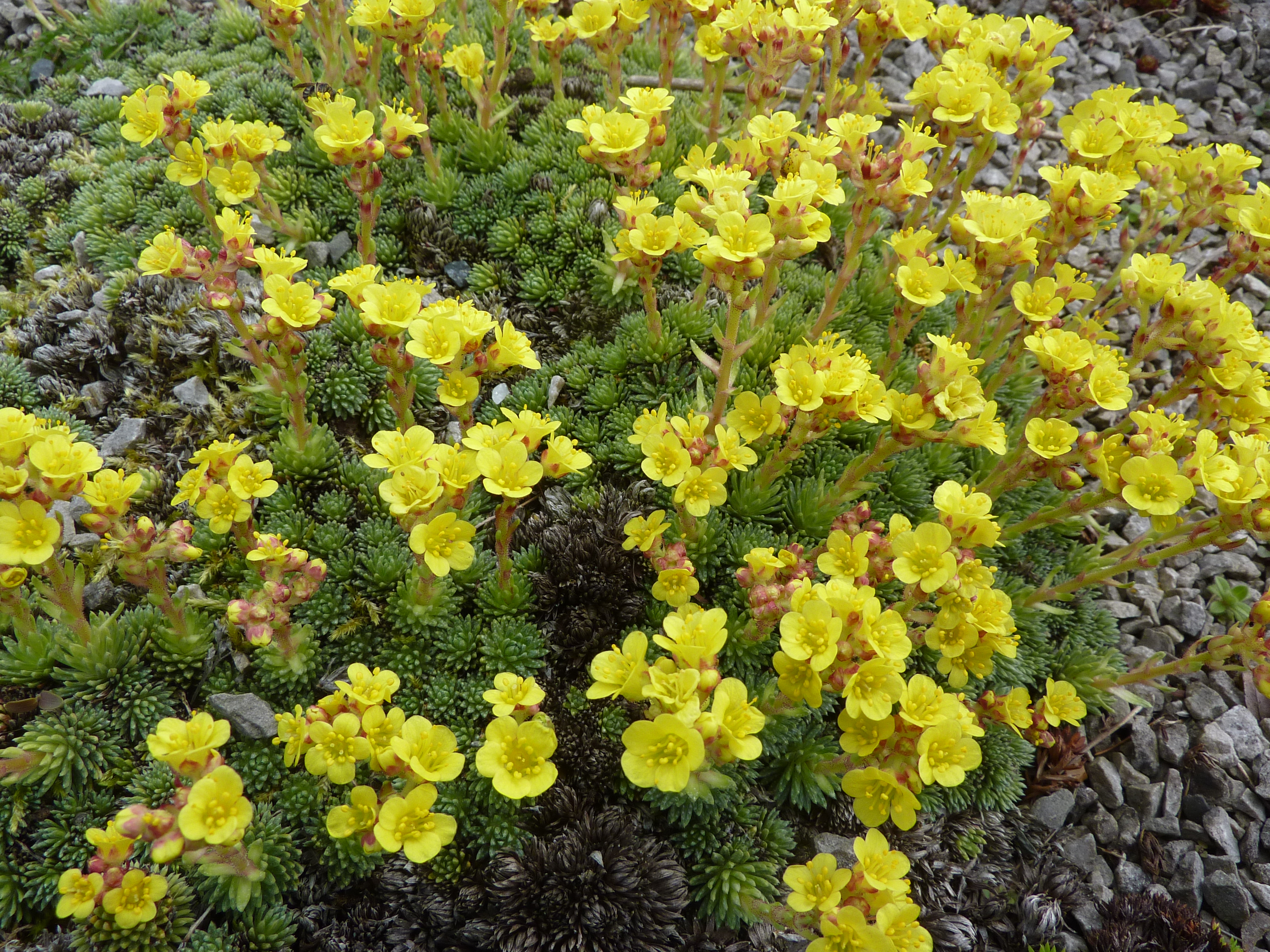
Saxifraga paniculata subsp. kolenatiana
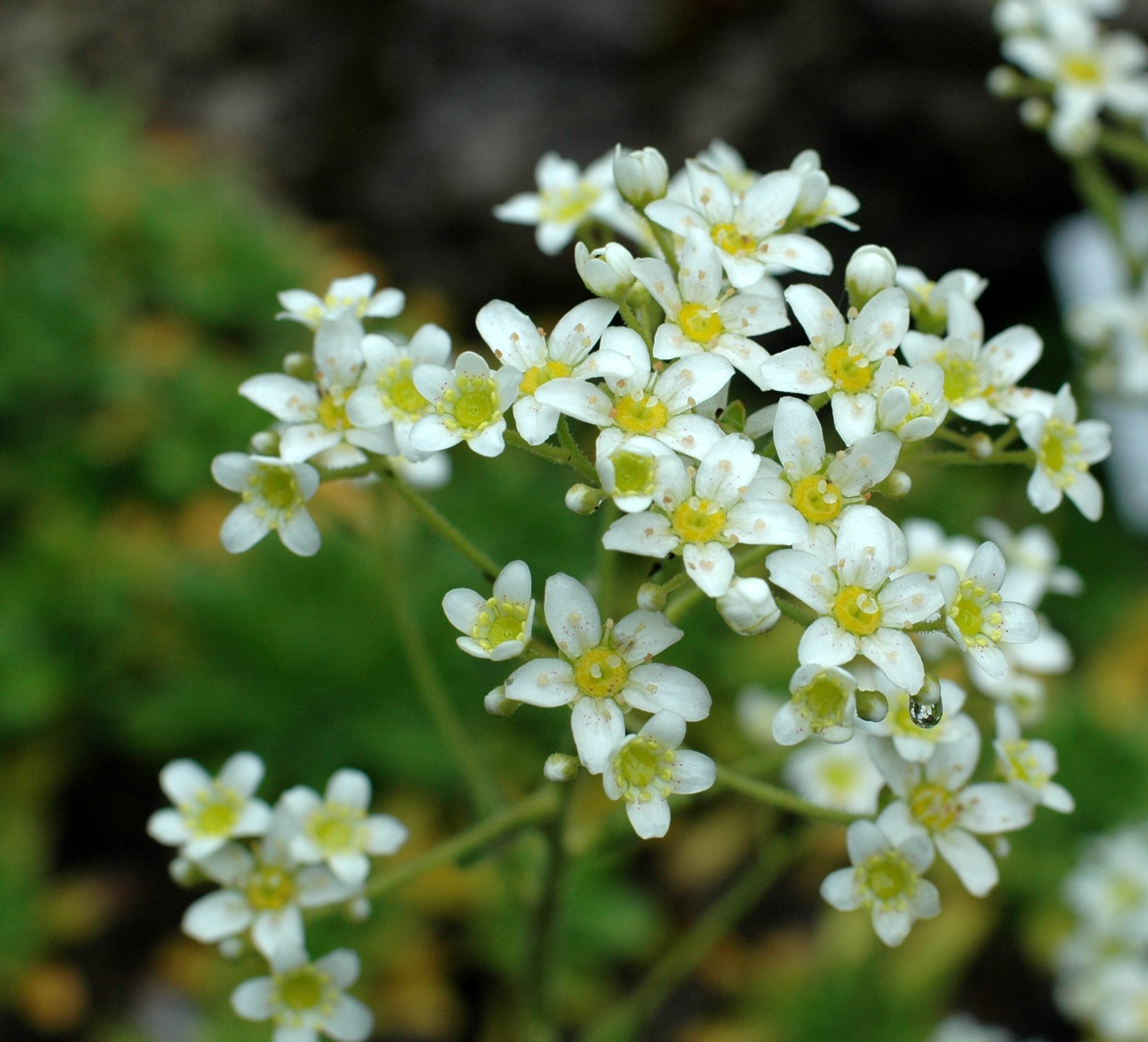
Saxifraga hostii
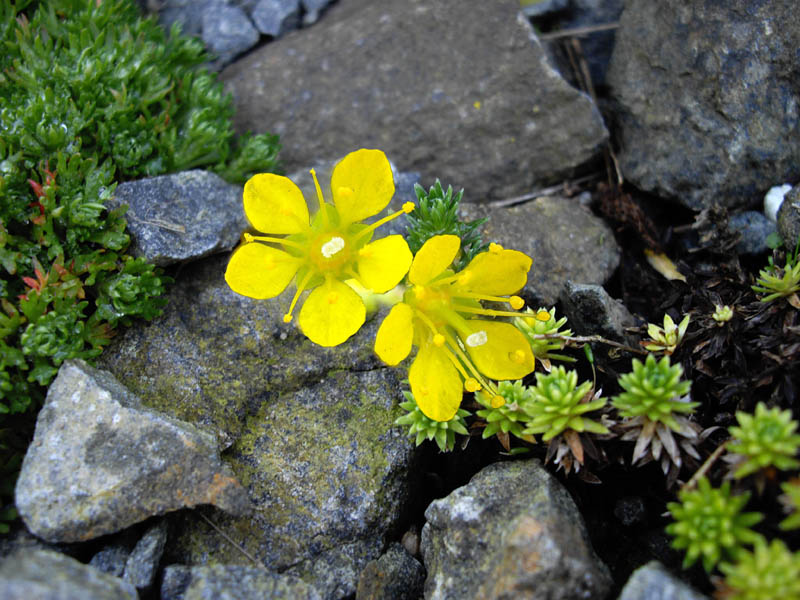
Saxifraga × eudoxiana 'Gold Dust'
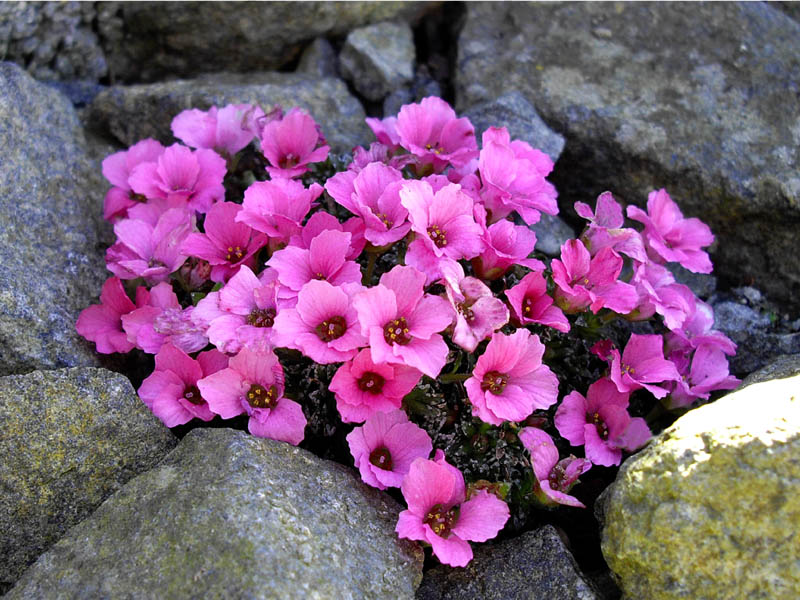
Saxifraga x poluanglica 'Miluj Mne'

Nálev z natě lomikamene zrnatého (Saxifraga granulata) je používán v bylinném léčení zejména při močových kamenech a potížích s močovými cestami. Podobné je využití i v homeopatii.